# Gethsemanekirche (Würzburg-Heuchelhof)

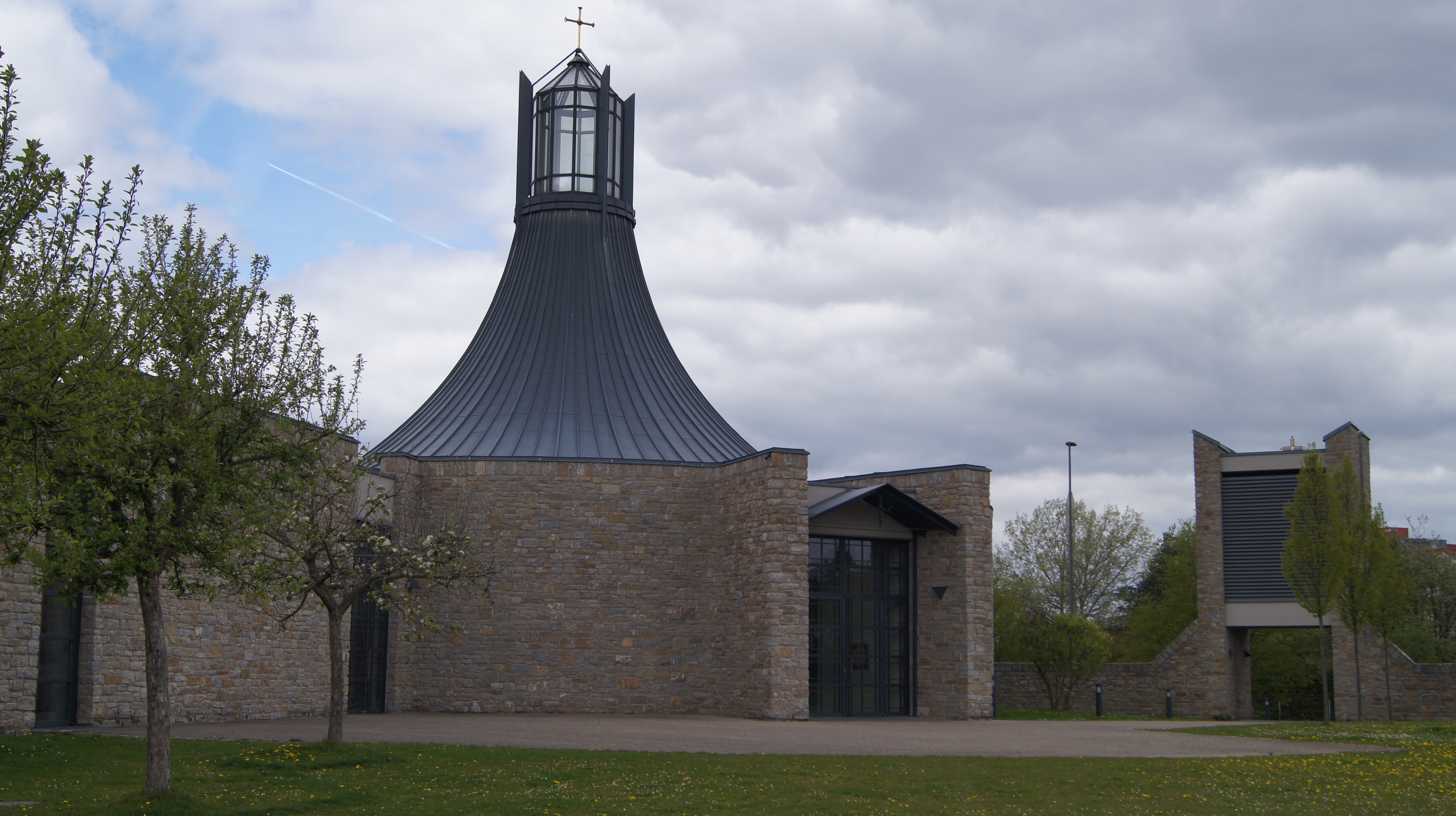
Gethsemanekirche, Ansicht von Osten

Die Gethsemanekirche im Würzburger Stadtbezirk Heuchelhof ist eine Pfarrkirche des evangelisch-lutherischen Dekanats Würzburg. Sie wurde in den Jahren 1998–2001 nach Plänen von Alexander von Branca erbaut. Der Architekt hatte auch die Michaelskirche auf dem Schwanberg im Landkreis Kitzingen geplant.

## Geschichte
Der Heuchelhof ist der jüngste und größte Stadtteil von Würzburg. Angelegt wurde er in den 1960er Jahren und entsprechend ist er in seinen ersten Bauabschnitten durch den Hochhausbau dieser Zeit geprägt worden. Während die katholische Pfarrkirche St. Sebastian 1977 geweiht wurde, konnte die 1988 geplante Gethsemanekirche wegen finanzieller Probleme erst in den Jahren 1998–2000 erbaut werden. Damals hatte der Heuchelhof ca. 4000 Wohnungen und die Bevölkerung war auf ca. 12.000 Bewohner angestiegen.
Die Kirche ist benannt nach dem Garten Getsemani, in dem nach der Überlieferung der Evangelien (Mk 14,32–42 ) Jesus Christus in der Nacht vor seiner Kreuzigung betete. 1998 konnte der Grundstein gelegt werden, nach zwei Jahren Bauzeit erfolgte am 14. Mai 2000 die feierlich Einweihung durch Regionalbischof Bezzel. Am 5. Mai 2013 wurde die neue Orgel ihrer Bestimmung übergeben.

## Architektur und Ausstattung
Die Kirche ist ein Rundbau mit einer pagodenförmigen Kuppel. Die Kuppel ruht auf zehn Säulen und wird am höchsten Punkt von einer gläsernen Ampel gekrönt.
Der Glockenturm, frei stehend und als Torturm ausgebildet, ist deutlich niedriger als die Kuppel des Kirchengebäudes. Er wurde im Jahr 2001 fertiggestellt und dient als Eingangsportal zum Kirchengelände. Er enthält fünf Kirchenglocken.

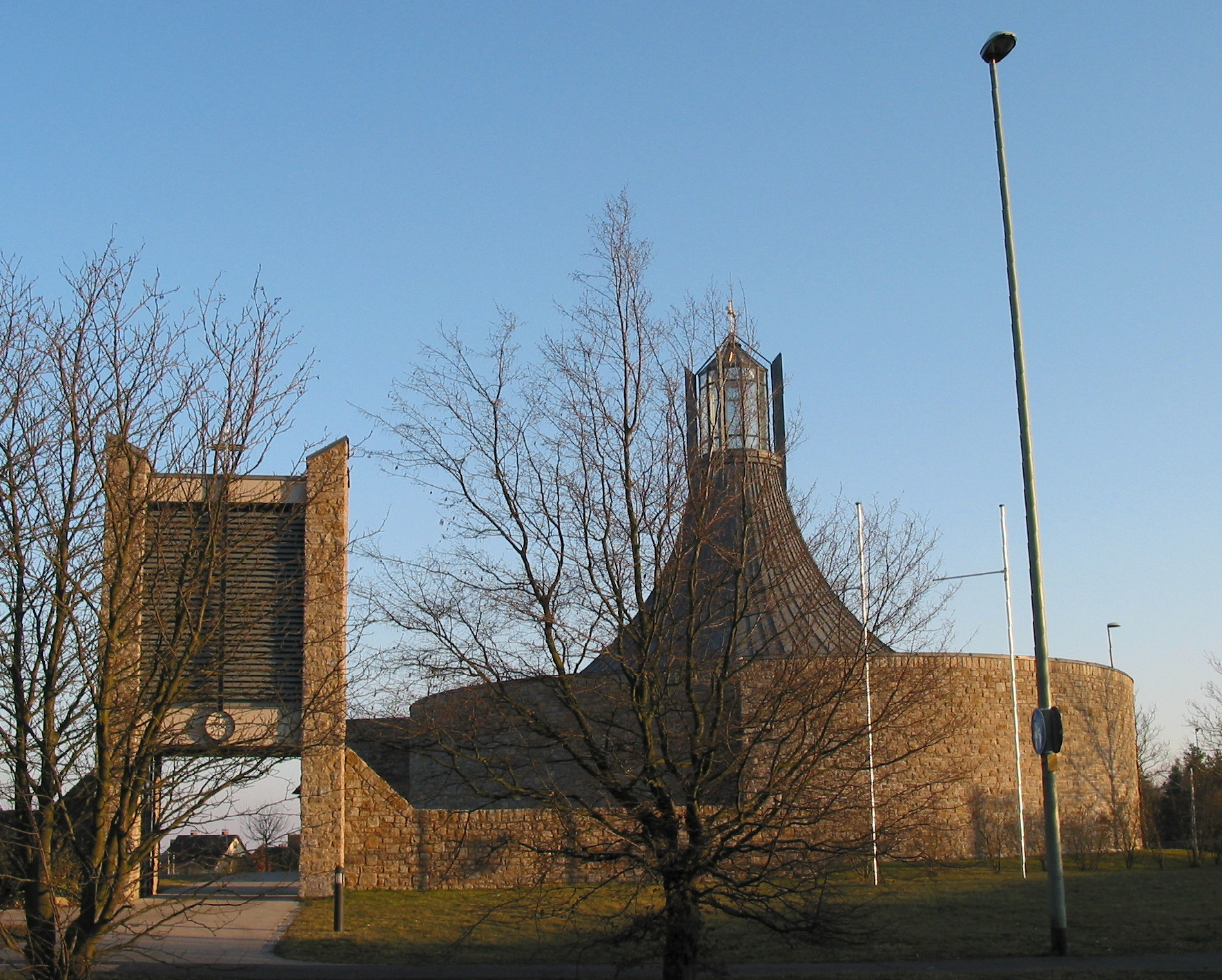
Ansicht von Norden, links der Glockenturm

Übersicht über das Glockengeläut
| Glocke | Schlagton | Gewicht | Durchmesser | Gießer                  | Gussjahr |
| ------ | --------- | ------- | ----------- | ----------------------- | -------- |
| 1      | a′        | 635 kg  |             | Gießerei Lauchhammer    | 1996     |
| 2      | cis″      | 387 kg  | 805 mm      | Glockengießerei Bachert | 2000     |
| 3      | e″        | 269 kg  | 690 mm      | Glockengießerei Bachert | 2000     |
| 4      | fis″      | 181 kg  | 618 mm      | Glockengießerei Bachert | 2000     |
| 5      | gis″      | 123 kg  | 545 mm      | Glockengießerei Bachert | 2000     |

## Nachweise
1. ↑  Würzburg, Die Glocken der evang.-luth. Getsehmanekirche im Heuchelhof auf youtube.com

Koordinaten: 49° 44′ 44″ N, 9° 57′ 35″ O